# Xã Sparta, Quận Noble, Indiana
Xã Sparta (tiếng Anh: Sparta Township) là một xã thuộc quận Noble, tiểu bang Indiana, Hoa Kỳ. Năm 2010, dân số của xã này là 2.924 người.